# خطة إعادة التشجير الوطنية
خطة إعادة التشجير الوطنية هي جزء من خطة التنمية الزراعية والريفية الوطنية في الجزائر (PNDAR)، والتي نفذت منذ عام 2000، حيث تهدف إلى استصلاح الأراضي ومكافحة التصحر وحماية الموارد الطبيعية وتعزيزها في إطار التنمية الريفية المستدامة.

## التاريخ

خريطة الموارد الحرجية في الجزائر في القرن التاسع عشر.

### التأسيس
بدأت الخطة في عام 1998، بهدف توسيع التراث الحرجي الجزائري إلى أكثر من 1,250,000 هكتار (3,100,000 أكر) على مدى عشرين سنة والسماح بزيادة معدل التشجير بمقدار 11٪ الى 13٪ في مطلع عام 2020. فُحص البرنامج وأعتمد من قبل مجلس الوزراء في 26 سبتمبر 1999 لتهيئة الشواغل البيئية والغابات في الجزائر.

### التنفيذ

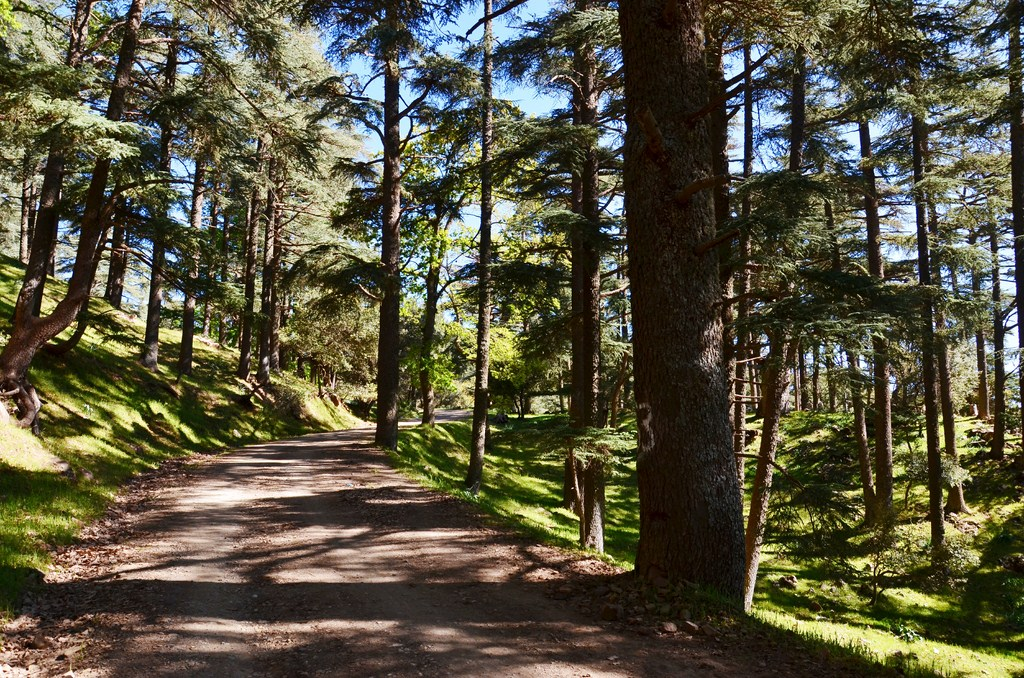
منتزه غابة ثنية الأحد الوطني.

في عام 2014، تم تنفيذ الخطة الوطنية لإعادة التحريج لتصل إلى 50%، حيث قامت المديرية العامة للغابات (DGF) منذ عام 2000 بزراعة حوالي 580,000 هكتار (1,400,000 أكر) في الهضاب العليا والصحراء والمناطق الشمالية من الجزائر.
وتهدف الخطة إلى تشجير 1,2 مليون هكتار بحلول عام 2020، حيث تعتزم المديرية العامة للغابات زيادة المتوسط السنوي لإعادة التحريج إلى 70,000 هكتار (170,000 أكر) لتحسين الحفاظ على المناطق المزروعة وحماية التربة من ظاهرة التصحر، ستغطي الخطة المتكاملة (2015-2019) إعادة تشجير أكثر من 350 000 هكتار من قبل شركات عامة متخصصة بمتابعة من المديرية العامة للغابات.
حيث تمت إعادة تشجير 1 852 748 هكتار بين عامي 1962 و2013، وحوالي 658 640 هكتار منذ إطلاق الخطة الوطنية لإعادة التحريج (PNR). وفي 11 أكتوبر 2019، أنشئ برنامج «ساكن واحد، شجرة واحدة» لزراعة 43 مليون شجرة، من أجل تدعيم السد الأخضر وتوسيعه بمقدار 10%، حيث ان 43 مليون شجرة يشير إلى عدد السكان في الجزائر، والذي إنتهى المشروع في 2021.
وبسبب الحرائق التي شهدتها البلاد في الفترة الاخيرة، والتي أتلفت خلالها اكثر من 100 الف هكتار من الغابات والمحاصيل الزراعية، وتتراوح معدلات خسائر الغابات خلال السنوات الأخيرة ما بين 30 الى 40 ألف هكتار سنوياً.

## الأهداف
الهدف الرئيسي من الحملة زيادة معدل من 11 إلى %13، والعمل على زراعة حوالي 1245900 هكتار على مدار 20 عام، وموزعة على النحو التالي:
1. زراعة أشجار السنديان الفليني على مساحة 75 000 هكتار.
2. إعادة تشجير: 250 000 هكتار عند مستجمعات المياه.
3. إعادة التحريج الوقائي: 562 000 هكتار .
4. محاربة التصحر: 333 260 هكتار .
5. وسائل للترفيه وإعادة التشجير: 25 640 هكتار.

## تقرير النشاط
منذ إطلاق الخطة الوطنية لإعادة التحريج، زُرعت أشجار على مساحة تقدر بحوالي 494 000 هكتار، وحوالي 166 000 هكتار من أشجار الفاكهة. وفي عام 2014، حققت الحملة غرس حوالي 132249 هكتارًا من مزروعات مختلفة، بما في ذلك 71882 هكتارًا من النباتات الحرجية، و52329 هكتارًا من نباتات الفاكهة، و7038 هكتارًا من النباتات الرعوية؛ حيث بلغت كمية الشتلات 54669099 شتلة، مقسمة إلى 43413023 شتلة صنوبرية و5014072 شتلة مورقة و2847566 شتلة أشجار ذات سيقان عالية، و276500 شتلة فاكهة و3117932 شتلة رعوية.

## الآفاق
يعد البرنامج الوطني أداة لتنفيذ سياسة التجديد الريفي في الجزائر، والتي تهدف إلى تعزيز التنمية الاقتصادية التي تشمل جميع أصحاب المصلحة في المناطق الريفية، يتم تنفيذ هذه السياسة من خلال أربع برامج موحدة:
1. تحديث و / أو إعادة تأهيل القرى من خلال تحسين نوعية وظروف معيشة السكان.
2. تنويع الأنشطة الاقتصادية.
3. حماية وتعزيز الموارد الطبيعية.
4. حماية وتعزيز التراث الريفي المادي وغير المادي.

وإن الهدف من الانتعاش الريفي، هو حماية التوازن الطبيعي للنظم البيئية، وتحسين مستوى معيشة السكان المحليين، ومحاربة التصحر، ودراسة حول تطوير مستجمعات المياه، وإدارة خطط للمناطق المحمية والأراضي الرطبة.

## السد الأخضر
السد الأخضر في الجزائر جزء من برنامج السور الأخضر العظيم في إفريقيا.